# Ходжикент (посёлок)
Ходжикент (узб. Xo'jakent) — городской посёлок (с 2009 года) в Бостанлыкском тумане Ташкентского вилоята Узбекистана.
Находится на расстоянии 70 км от столицы республики Ташкента, у горного массива Большой Чимган, близ Чарвакского водохранилища. Высота над уровнем моря 700 м.
Население по состоянию на 2013 год — 3236 человек, на 2016 — 3,4 тысячи.
В Ходжикенте расположена пещера Чинор, в которой обнаружены древние наскальные рисунки.

## Расположение
Ходжикент расположен в 70 километрах от Ташкента (связан со столицей автобусным сообщением) и Ходжикент|железнодорожной станцией Ходжикент.